# سونيا بول
سونيا بول (بالإنجليزية: Sonja Ball)‏  (و. 1956  م) هي ممثلة، ومغنية كندية، ولدت في مونتريال.

## وصلات خارجية
- سونيا بول على موقع IMDb (الإنجليزية)
- سونيا بول على موقع ألو سيني (الفرنسية)
- سونيا بول على موقع قاعدة بيانات الفيلم (الإنجليزية)
- سونيا بول على موقع كينوبويسك (الروسية)
- سونيا بول على موقع ANN person (الإنجليزية)
- سونيا بول في قاعدة بيانات الأفلام على الإنترنت